# DQ Herculis
Désignations
DQ Herculis (en abrégé DQ Her) est un système binaire composé d'une naine blanche et d'une naine rouge. Il est situé à une distance d'environ 501 pc (∼1 630 al) du Soleil, dans la constellation boréale d'Hercule. Il n'est pas observable à l'œil nu depuis la Terre, sa magnitude apparente étant de 15,16 dans le spectre visible.
DQ Herculis est le prototype d'une classe de variables cataclysmiques dites polaires intermédiaires ou variables cataclysmiques de type DQ Her.

## NovaHerculis1934
DQ Herculis est associée à l'événement Nova Herculis 1934, une nova survenue en 1934.

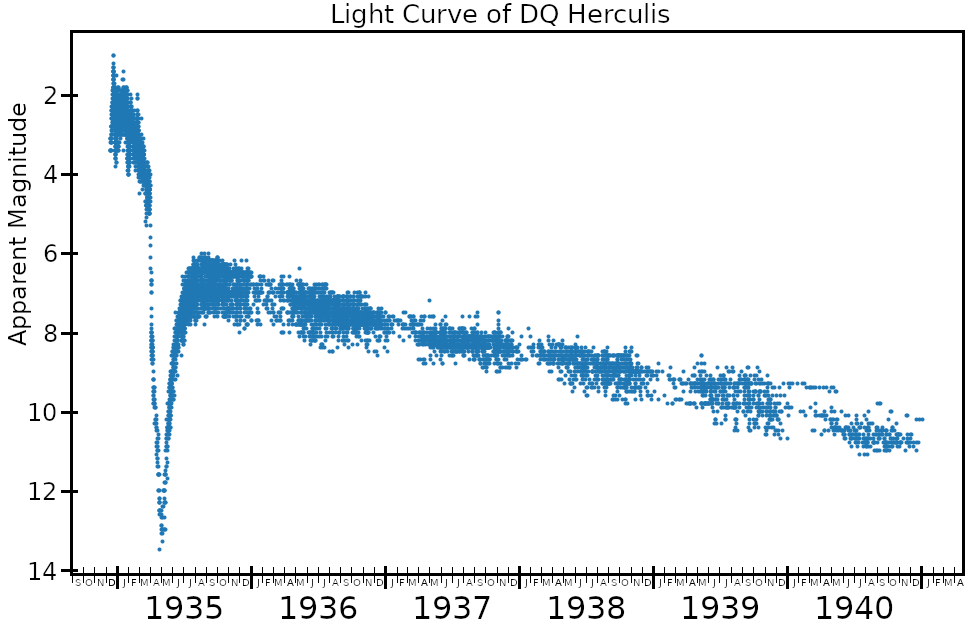
La courbe de lumière de DQ Herculis, issue des données de l'AAVSO. Le plongeon prononcé à peu près 4 mois après le maximum de luminosité est du à de la poussière se formant en raison de l'extension et du refroidissement de la coquille éjectée.

Observée pour la première fois le 13 décembre 1934, il atteignit une magnitude apparente minimale (correspondant à une luminosité maximale) de 1,5 le 22 décembre 1934.
En 1934 également, Jean Dufay et Marie Bloch de l'observatoire de Lyon observent pour la première fois dans le spectre de cette nova les bandes d'absorption du cyanogène,.

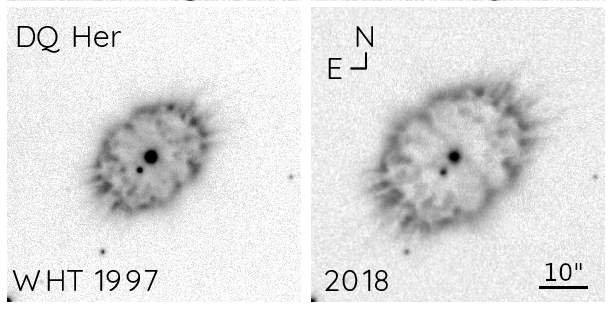
Deux images de la coquille entourant DQ Herculis prises à 21 ans d'écart, montrant l'expansion du rémanent. Toutes deux ont été capturées à l'aide de filtres Hα.

La coquille (en) de matériaux éjectés par l'événement de nova est visible sous la forme d'une nébuleuse en émission, qui possède une apparence similaire à une nébuleuse planétaire. Cette nébuleuse grossièrement elliptique a une taille angulaire de 32,0 × 24,2 secondes d'arc en 2018, et s'étend selon un rythme d'environ 0,16 seconde d'arc par an.

## Système binaire
La binarité de DQ Herculis a été découverte en 1954 par Merle F. Walker.

## Compagnon substellaire hypothétique
Afin d'expliquer les variations de la période orbitale de DQ Herculis, Z. B. Dai et S. B. Qian ont émis l'hypothèse de l'existence d'un objet substellaire en orbite circumbinaire. D'une masse d'environ vingt fois celle de Jupiter, il pourrait s'agir d'une naine brune. L'existence de cet objet n'a pas été confirmée.

## Culture populaire
D'après Brad Ricca, Nova Herculis 1934 aurait inspiré Jerry Siegel et Joe Shuster, les créateurs de Superman, un super-héros de bande dessinée américaine.